# Giochi d'equilibrio
Giochi d'equilibrio è un film del 1998 diretto da Amedeo Fago.

## Trama
Nei teatri di posa De Paolis di Roma, chiusi ormai da anni, Andrea dirige un film in cui rievoca il rapporto ventennale con Francesca, costumista da cui ha avuto una figlia.